# 北高加索行动 (1920年)
北高加索行动是1920年1月17日至4月7日期间苏俄红军高加索方面军在北高加索地区对南俄罗斯白军发起的进攻，这次行动以白军在北高加索地区的失败和志愿军残部撤离至克里米亚而告终。行动结束时，红军推进到格鲁吉亚和阿塞拜疆边境，随后入侵阿塞拜疆。